# Preiļi
Preiļi (pol. Prele, niem. Prely, lit. Preiliai, ros. Прейли) – miasto na Łotwie, leżące w historycznej krainie Łatgalia, centrum administracyjne novadsu Preiļi. 8605 mieszkańców (2004).

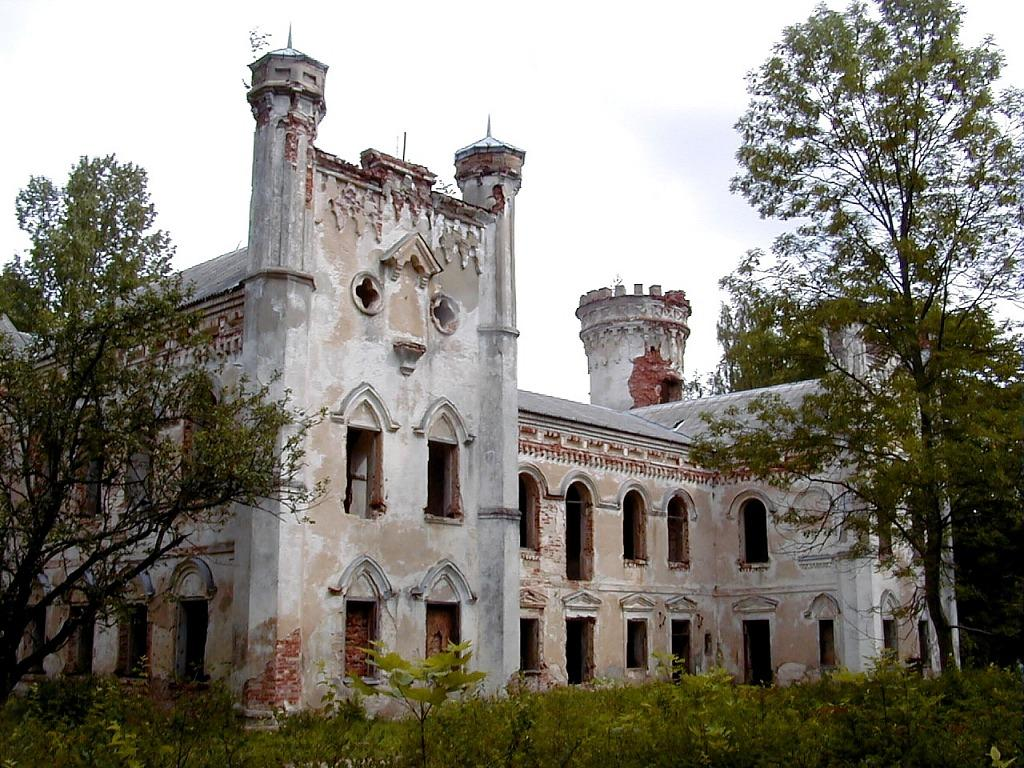
Ruiny zamku Borchów, stan w 2000 roku

## Historia
W Prelach stał niegdyś warowny zamek krzyżacki. Rodzina Borchów, dziedziców tej ziemi od XIV do XIX wieku, wybudowała tu pałac, który spłonął na początku XVIII wieku. Wreszcie Michał Borch wybudował tu około 1836 roku neogotycki pałac, którego ruiny zachowały się do dzisiejszych czasów.
Majątek Prele został opisany w 3. tomie Dziejów rezydencji na dawnych kresach Rzeczypospolitej Romana Aftanazego.
Podczas okupacji hitlerowskiej, w lipcu roku Niemcy utworzyli getto dla żydowskich mieszkańców. Przebywało w nim około 600 osób. 11 sierpnia 1941 roku Niemcy ostatecznie zlikwidowali getto, a Żydów zamordowano na cmentarzu żydowskim. Sprawcami zbrodni byli miejscowi policjanci łotewscy.